# Вонсош (гмина, Гурувской повет)
Вонсош (пол. Wąsosz) — городско-сельская гмина (волость) в Польше, входит как административная единица в Гурувский повет, Нижнесилезское воеводство. Население 7433 человека (на 2004 год).

## Демография
| Перепись                       | Всего   | Всего | Женщины | Женщины | Мужчины | Мужчины |
| ------------------------------ | ------- | ----- | ------- | ------- | ------- | ------- |
| Единицы                        | человек | %     | человек | %       | человек | %       |
| Население                      | 7433    | 100   | 3714    | 50      | 3719    | 50      |
| Плотность населения (чел./км²) | 38,4    | 38,4  | 19,2    | 19,2    | 19,2    | 19,2    |

## Сельские округа
1. Барановице
2. Барткув
3. Белч-Малы
4. Белч-Гурны
5. Хоцеборовице
6. Цешковице
7. Чарноборско
8. Челядзь-Велька
9. Дохова
10. Дроздовице-Мале
11. Дроздовице-Вельке
12. Голя-Вонсоска
13. Гурка-Вонсоска
14. Камень-Гуровски
15. Конкольно
16. Ковалёво
17. Лехитув
18. Любель
19. Луги
20. Униславице
21. Острава
22. Плоски
23. Побель
24. Рудна-Мала
25. Рудна-Велька
26. Сулув-Вельки
27. Свиняры
28. Вевеж
29. Виклина
30. Водники
31. Вжонца-Слёнска
32. Вжонца-Велька
33. Збакув-Дольны
34. Збакув-Гурны

## Поселения
1. Боровна
2. Чапле
3. Явор
4. Кобыльники
5. Марысин
6. Млынары
7. Подмесце
8. Сондовель
9. Стефанув
10. Зубжа

## Соседние гмины
1. Гмина Бояново
2. Гмина Гура
3. Гмина Емельно
4. Гмина Равич
5. Гмина Виньско
6. Гмина Жмигруд